# Polyacme straminea
Polyacme straminea är en fjärilsart som beskrevs av W. Warren 1903. Polyacme straminea ingår i släktet Polyacme och familjen mätare. Inga underarter finns listade i Catalogue of Life.